# Boldog karácsonyt, Charlie Manson!
A Boldog karácsonyt, Charlie Manson! (Merry Christmas, Charlie Manson!) a South Park című rajzfilmsorozat 29. része (a 2. évad 16. epizódja). Elsőként 1998. december 9-én sugározták az Amerikai Egyesült Államokban.

## Cselekmény
Stant arra kéri szüleit, hogy a többi gyerekkel együtt engedjék el őt is Cartman rokonaihoz Nebraskába az ünnepek alatt, de ők ebbe nem egyeznek bele és az akadékoskodó Stant büntetésből a szobájába küldik. Ő azonban mégis elszökik otthonról és a barátaival tart. Útközben látnak egy plakátot, mely szerint Kula bácsi megjelenik a közeli bevásárlóközpontban. Cartman azt reméli, valami jó ajándékot fognak neki adni a nagyszülei, de feldühödik, mert csak egy egyszerű trikót kap. Cartman összes családtagja Nebraskában tartózkodik és mind olyanok, mint Cartman; túlsúlyosak, mogorvák és még néhány jellegzetes mondatuk is hasonlít azokra a megjegyzésekre, amelyek Cartman szájából hangzanak el. Vacsora közben az egybegyűltek találkoznak Howarddal, Cartman nagybátyjával, aki műholdkapcsolaton keresztül lép velük kapcsolatba az állami börtönből. A gyerekek éjjel zajt hallanak, melyet – mint kiderül – a börtönből megszökött Howard, valamint cellatársa, Charles Manson okozott.
A fiúk a bevásárlóközpontba akarnak menni, hogy találkozzanak Kula bácsival, de a családtagok közül senki sem akarja elkísérni őket, végül Manson vállalja a feladatot. Azonban hamar nyilvánvalóvá válik, hogy egy ál-Kula bácsi szerepel a plázában, amikor Kyle ezt dühödten szóvá teszi, zendülés tör ki. Mansont felismerik a rendőrök, így a főszereplők mindannyian menekülni kényszerülnek, ezután egy gigászi autós üldözés veszi kezdetét, melyet a televízió is közvetít.
A rendőrök körbeveszik a házat, Howard pedig túszul ejti a családtagjait. Stan – akinek időközben megérkeztek a szülei – megpróbálja rábeszélni a szökésben lévő Howardot és Mansont, hogy velük mehessen. Howard ugyan ebbe beleegyezik, de Manson beszédet tart a család fontosságáról, így Stan meggondolja magát. A két szökevényt elfogják a rendőrök, Stan szülei pedig megígérik, hogy csak ünnepek után büntetik meg fiukat.

## Kenny halála
- Kennyt lelövik a rendőrök (miközben megadja magát és fehér zászlót lenget), majd a tetemét gumibottal tovább püfölik és meg is bilincselik. Charles Manson ezután megjegyzi: „Te jó ég, megölték a narancskabátos kölyköt”.

## Utalások
- Az üldözéses jelenet a Terminátor 2. – Az ítélet napja című film egyik részletének paródiája.
- Cartman egy „Beef Cake” feliratú trikót visel, amely a Testsúly 4000 című epizódban is szerepelt.

A végén, amikor a börtönben van Manson, egy könyvnek ez a címe: Odafent vagy, Uram? Én vagyok az, Manson. Ez utalás az Odafent vagy, Uram? Én vagyok az, Jézus című részre.

## Érdekességek
- Az üldözéses jelenet során Manson tetoválása megváltozik az idegenek fejére.
- Az epizód feléig a szereplők szerint hat órás az út Nebraskába, ám négy óra alatt érnek oda, később viszont kilenc órásnak mondják.
- A nebraskai plázában a South Parkban lakó Craig, Red, Clyde, Kevin és Butters is látható.
- Charles Manson valójában a kaliforniai állami börtönben raboskodott, 1989-től 2017-ben bekövetkezett haláláig.